# Casimiro Méndez Ortiz
Casimiro Méndez Ortiz (Sicuicho, Michoacán de Ocampo,  7 de noviembre de 1977) Senador de la República de la LXIV Legislatura por el estado de  Michoacán, es un dirigente político mexicano. Fue Secretario General del Partido Movimiento Regeneración Nacional, en Michoacán de Ocampo, de 2015 a 2018. 

## Perfil
Casimiro Méndez es Licenciado en Historia por la Escuela Normal de Michoacán. Concluyó la maestría en Educación Básica en la Universidad Pedagógica Nacional (UPN) y un Doctorado en Educación por la Universidad Santander. Actualmente se encuentra cursando el post doctorado, en Pedagogía Crítica en la Universidad Pedagógica Nacional (Extensión de Zamora).

## Inicios de su trayectoria
Sus padres eran comerciantes ambulantes, el apoyaba directamente a sostener el hogar, por lo que desde su juventud tuvo un amplio acercamiento con casas de estudiantes, profesores de escuelas normales, grupo de colonos y organizaciones sociales. 
En el (año) inició su trayectoria laboral en (municipio, estado) como (puesto). Fungió como Secretario General del Coordinadora Nacional de Trabajadores de la Educación (CNTE) en Uruapan, Michoacán, del 2009 al 2011. 
Posteriormente laboró como profesor de la Escuela Primaria (Nombre) en el municipio de (nombre). Para el 19 de enero de 2015 se convirtió en Director Comisionado de Escuela Primaria "El Milagro". Misma escuela que él construyó y fundó previamente. En su gestión se abocó a la mejora de la infraestructura pública y de los procesos de enseñanza para comunidades indígenas.  

## Actividad partidista
- Fundador de Morena en Uruapan en 2014.
- Secretario general del Comité Estatal de MORENA en Michoacán.  (2016-2018).

## Terreno político social
Durante su carrera ha mostrado un gran interés por la mejora continua a la educación. En la Col. El Milagro, del municipio de Contepec, en Michoacán de Ocampo, fundó una escuela primaria con el mismo nombre. Como líder social realizó las gestiones para la construcción y habilitación de dicha escuela primaria en el año de 2015.  Ha sido maestro frente a grupo durante más de 15 años en la comunidad de Capacuaro, municipio de Uruapan, en Michoacán de Ocampo. 
Casimiro Méndez está afiliado a la Coordinadora Nacional de Trabajadores de la Educación (CNTE), es defensor de la educación pública y fue un destacado crítico de la Reforma Educativa, aprobada en el año de 2013, por considerar que atentaba contra los derechos laborales de los maestros.
En el año de (año) fue fundador y promotor activo de la organización social  “Organización Popular en Resistencia Zapata Vive”